# Sterling Hayden
Sterling Hayden (Upper Montclair, Nova Jérsei, 26 de março de 1916 — Sausalito, Califórnia, 23 de maio de 1986) foi um ator norte-americano.

## Vida e carreira

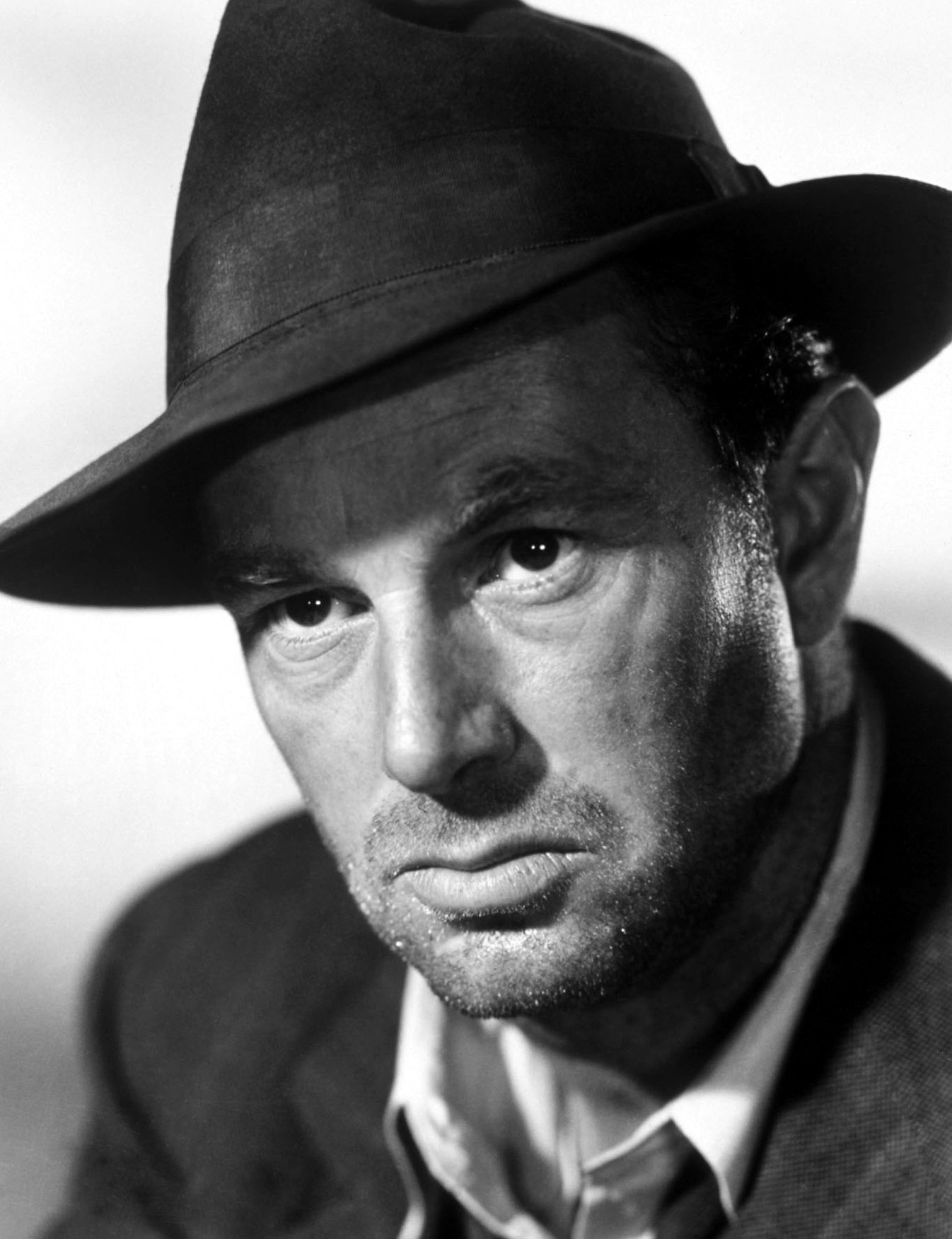
The Asphalt Jungle (1950)

Nascido Sterling Relyea Walter, com a morte do pai Hayden foi adotado pelo padrasto James Hayden, que mudou seu nome para Sterling Walter Hayden. Típico homem de ação, Hayden teve uma vida aventurosa. Depois de passar a infância mudando de uma cidade para outra, em diversos estados, tornou-se marinheiro aos 16 anos. Começava aí uma relação com o mar que duraria toda sua vida.  Deu várias voltas ao mundo, foi pescador, dirigiu iates, foi bombeiro em navios mercantes. Aos 19 anos já era respeitado capitão. Como desejava comprar seu próprio barco, tentou a profissão de modelo e daí para Hollywood foi um pulo.
Contratado pela Paramount, esta o promoveu como "O Homem Mais Bonito do Cinema" e "O Belo Deus Viquingue Louro". Sem nenhuma experiência, teve um papel substancial em Virginia (1941), drama de 1941 estrelado por Madeleine Carroll, que se tornaria sua esposa no ano seguinte. Eram os tempos da Segunda Guerra Mundial, no entanto, e, depois de apenas mais um filme, Hayden alistou-se como fuzileiro naval, sob o pseudônimo de John Hamilton. Como segundo tenente, tornou-se agente do OSS, órgão que deu origem à CIA. Foi incumbido de repassar armas para a resistência iugoslava atrás das linhas alemãs e de infiltrar-se de paraquedas na Croácia para ações de sabotagem. Também participou ativamente da campanha da Itália. Pela sua bravura, recebeu a medalha Silver Star e, também, uma citação do Marechal Tito. Voltou à vida civil em 1945, com a patente de capitão.
Retomou a carreira com Blaze of Noon (1947), de John Farrow. A partir daí, trabalhou com alguns dos maiores diretores de Hollywood em filmes que se tornaram clássicos, como os noir The Asphalt Jungle (1950), de John Huston e The Killing (1956), de Stanley Kubrick, além do western Johnny Guitar (1954), de Nicholas Ray. Por essa época, Hayden filiou-se por algum tempo ao Partido Comunista dos Estados Unidos, resquício de sua amizade com Tito e os iugoslavos. Durante o macartismo delatou alguns colegas e confessou sua ligação com os comunistas, coisas de que se arrependeria amargamente anos mais tarde. Por fim, insatisfeito com os westerns e filmes de ação inexpressivos que lhe eram impingidos desde meados da década de 1950, abandonou as telas depois de atuar em Ten Days to Tulara (1958), filme B de George Sherman. Voltou para o mar, para seus barcos e navios.
Em 1964 retornou ao cinema, desta vez para um papel em outro clássico de Stanley Kubrick, Dr. Strangelove or: How I Learned to Stop Worrying and Love the Bomb. Continuou a atuar esporadicamente e, na última fase da sua carreira, é lembrado pelo papel de capitão de polícia corrupto que interpretou no premiado The Godfather (1972), de Francis Ford Coppola. Participou também de Novecento (1976), de Bernardo Bertolucci. Despediu-se das câmeras na minissérie The Blue and the Gray (1982).
Hayden foi também escritor, tendo lançado sua autobiografia Wanderer (nome de um de seus barcos) em 1963. Nela, reafirma mais uma vez sua antipatia pelo cinema, que via apenas como um meio de financiar suas aventuras marítimas. Em 1976, saiu seu romance Voyage: A Novel of 1896, cuja ação se passa no mar. Ambos os livros foram aclamados pela crítica.
Foi casado cinco vezes. A primeira esposa foi a atriz Madeleine Carroll, de quem se divorciou em 1946. Em seguida, em um período de onze anos, casou-se e divorciou-se três vezes de Betty Ann de Noon, com quem teve quatro filhos: Christian, Dana, Gretchen e Matthew. Seu último casamento aconteceu em 1960, com Catherine Devine McConnell, que lhe deu seus outros dois filhos, Andrew e David. A união durou até ao seu falecimento em 1986, de câncer de próstata, aos 70 anos de idade.

## Filmografia
Filmografia de Hayden:
| Ano  | Nome original                 | Notas                       |
| ---- | ----------------------------- | --------------------------- |
| 1941 | Virginia                      |                             |
| 1941 | Bahama Passage                |                             |
| 1947 | Blaze of Noon                 |                             |
| 1949 | El Paso                       |                             |
| 1949 | Manhandled                    |                             |
| 1950 | The Asphalt Jungle            |                             |
| 1951 | Journey into Light            |                             |
| 1952 | The Golden Hawk               |                             |
| 1952 | Flat Top                      |                             |
| 1952 | Denver and Rio Grande         |                             |
| 1952 | Hellgate                      |                             |
| 1952 | Flaming Feathers              |                             |
| 1952 | The Star                      |                             |
| 1953 | Take Me to Town               |                             |
| 1953 | Kansas Pacific                |                             |
| 1953 | So Big                        |                             |
| 1953 | Fighter Attack                |                             |
| 1954 | The City Is Dark              | EUA: ou Crime Wave          |
| 1954 | Prince Valiant                |                             |
| 1954 | Johnny Guitar                 |                             |
| 1954 | Naked Alibi                   |                             |
| 1954 | Suddenly (filme de 1954)      |                             |
| 1954 | Arrow in the Dust             |                             |
| 1955 | Battle Taxi                   |                             |
| 1955 | Shotgun                       |                             |
| 1955 | The Last Command              |                             |
| 1955 | The Eternal Sea               |                             |
| 1955 | Timberjack                    |                             |
| 1955 | Top Gun                       |                             |
| 1956 | The Come On                   |                             |
| 1956 | The Killing                   |                             |
| 1957 | Gun Battle at Monterrey       |                             |
| 1957 | Valerie                       |                             |
| 1957 | Crime of Passion              |                             |
| 1957 | Five Steps to Danger          |                             |
| 1957 | Zero Hour                     |                             |
| 1957 | The Iron Sheriff              |                             |
| 1958 | Terror in a Texas Town        |                             |
| 1958 | Ten Days to Tulara            |                             |
| 1964 | Dr. Strangelove               |                             |
| 1964 | A Carol for Another Christmas | TV                          |
| 1969 | Hard Contract                 |                             |
| 1969 | Sweet Hunters                 | Direção: Ruy Guerra         |
| 1970 | Loving                        |                             |
| 1971 | Le Saut de L'Ange             | Produção francesa           |
| 1972 | The Godfather                 |                             |
| 1972 | Le Grand Départ               | Produção francesa           |
| 1973 | The Long Goodbye              |                             |
| 1973 | The Last Days of Men on Earth | EUA: ou The Final Programme |
| 1974 | Deadly Strangers              | Terror Mortal               |
| 1975 | Cippola Colt                  |                             |
| 1976 | Novecento                     |                             |
| 1978 | King of the Gypsies           |                             |
| 1979 | Winter Kills                  |                             |
| 1979 | The Outsider                  |                             |
| 1980 | Nine to Five                  |                             |
| 1981 | Gas                           |                             |
| 1981 | Venom                         |                             |
| 1982 | The Blue and the Gray         | TV                          |